# Aceh Tenggara
Het regentschap (kabupaten) Aceh Tenggara (Zuidoost-Atjeh) ligt in de provincie Atjeh in Indonesië. De regering bevindt zich in Kuta Cane, de hoofdstad van het regentschap.
Aceh Tenggara beslaat een oppervlak van 4.231,41 km² in het noorden van het eiland Sumatra. De aangrenzende regentschappen zijn Gayo Lues in het noorden, Aceh Selatan in het westen, Aceh Singkil in het zuiden en de provincie Noord-Sumatra in het oosten. De bevolking wordt geschat op 169.053 personen. Het is een bergachtig gebied dat deel uitmaakt van het Leuser-ecosysteem, het laatste gebied op Aarde waar de olifant, neushoorn, tijger en orang oetang op één plek te vinden zijn.
Het regentschap kent 11 onderdistricten (te weten: Babul Makmur, Babul Rahmat, Babussalam, Badar, Bambel, Bukit Tusam, Darul Hasanah, Lawe Alas, Lawe Bulan, Lawe Sigala-Gala, en Semadam) met daarin 138 kelurahan of desa's.